# Epigaea asiatica
Epigaea asiatica är en ljungväxtart som beskrevs av Carl Maximowicz. Epigaea asiatica ingår i släktet Epigaea och familjen ljungväxter. Inga underarter finns listade i Catalogue of Life.

## Bildgalleri

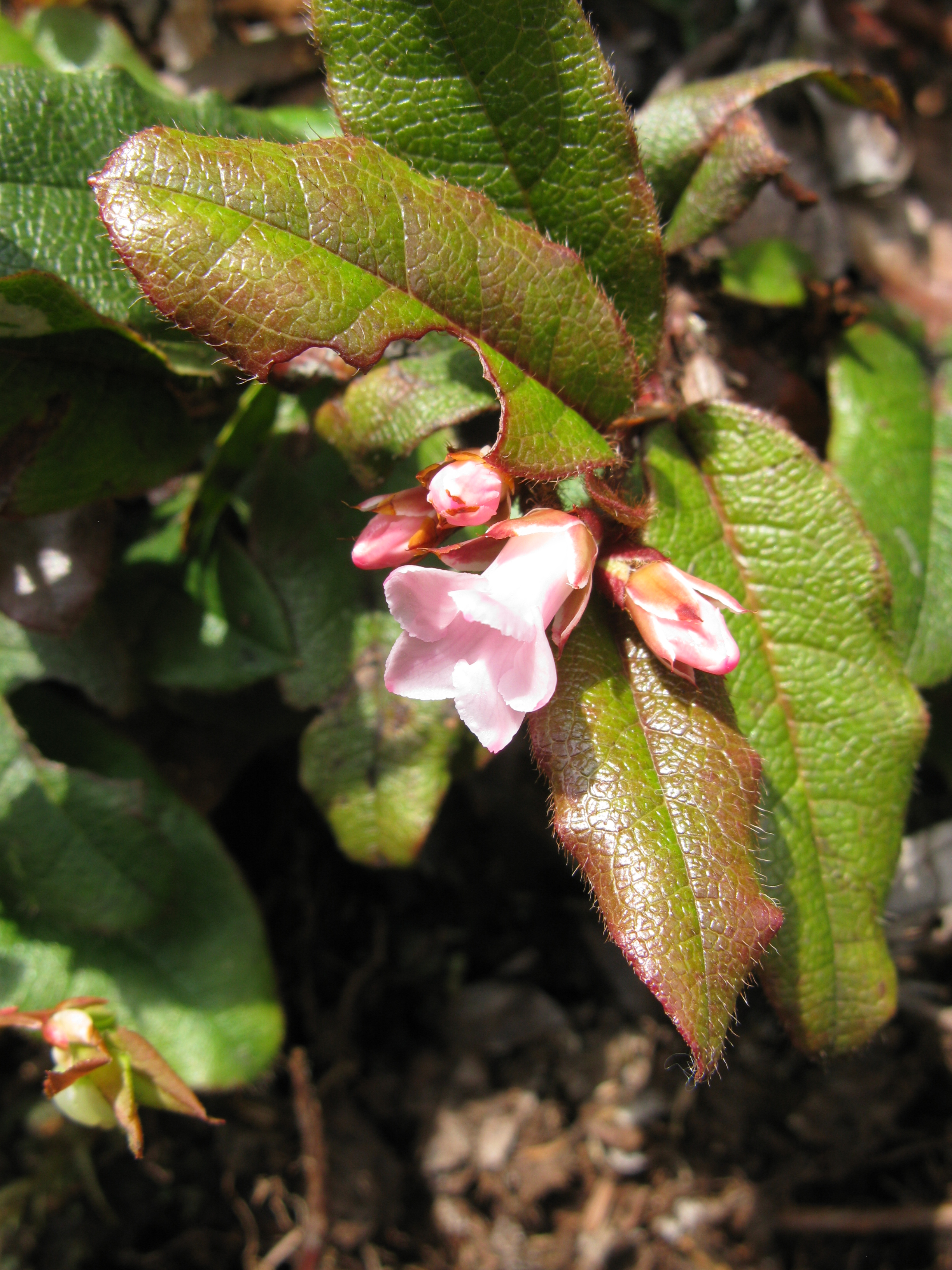
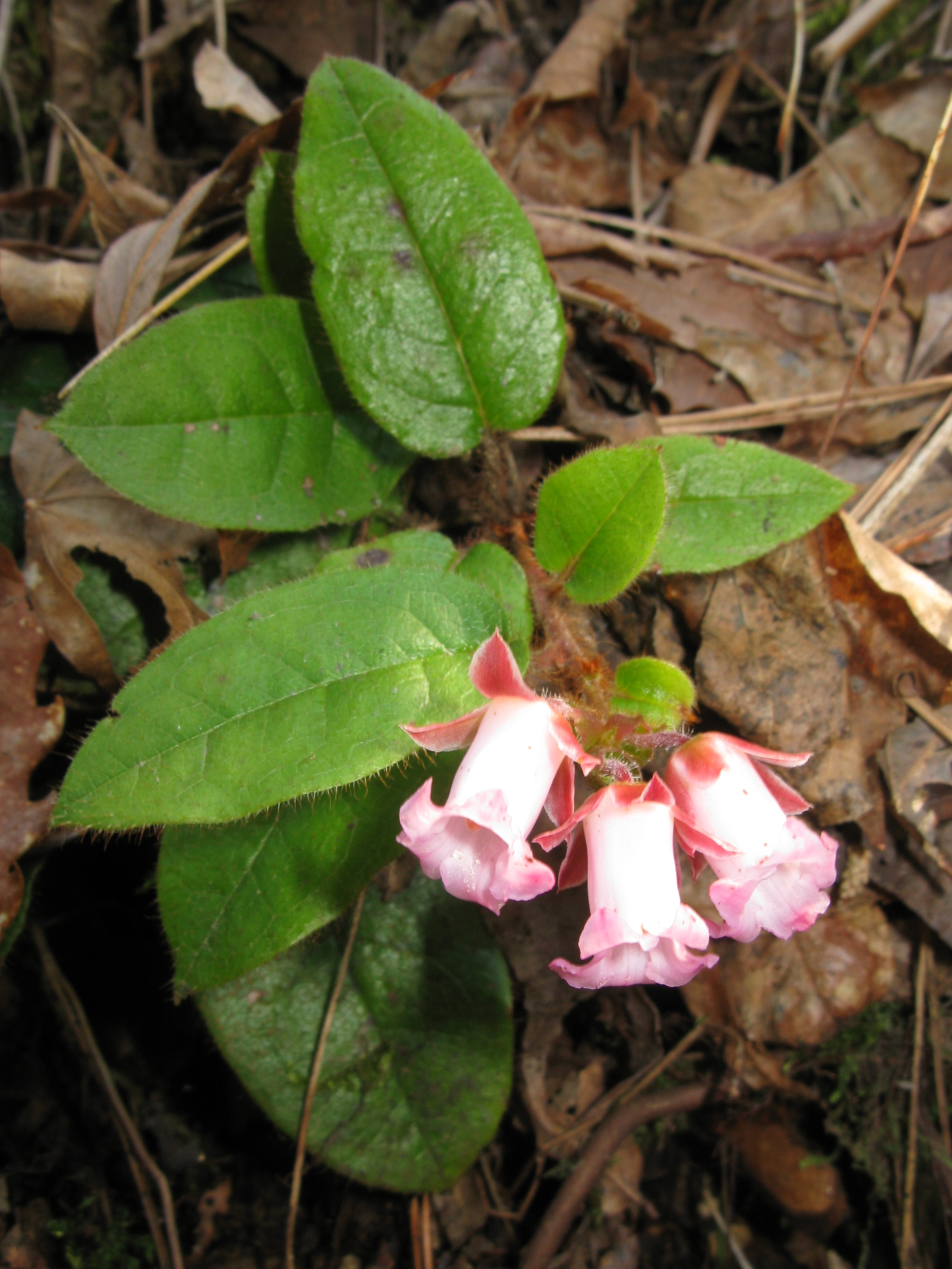
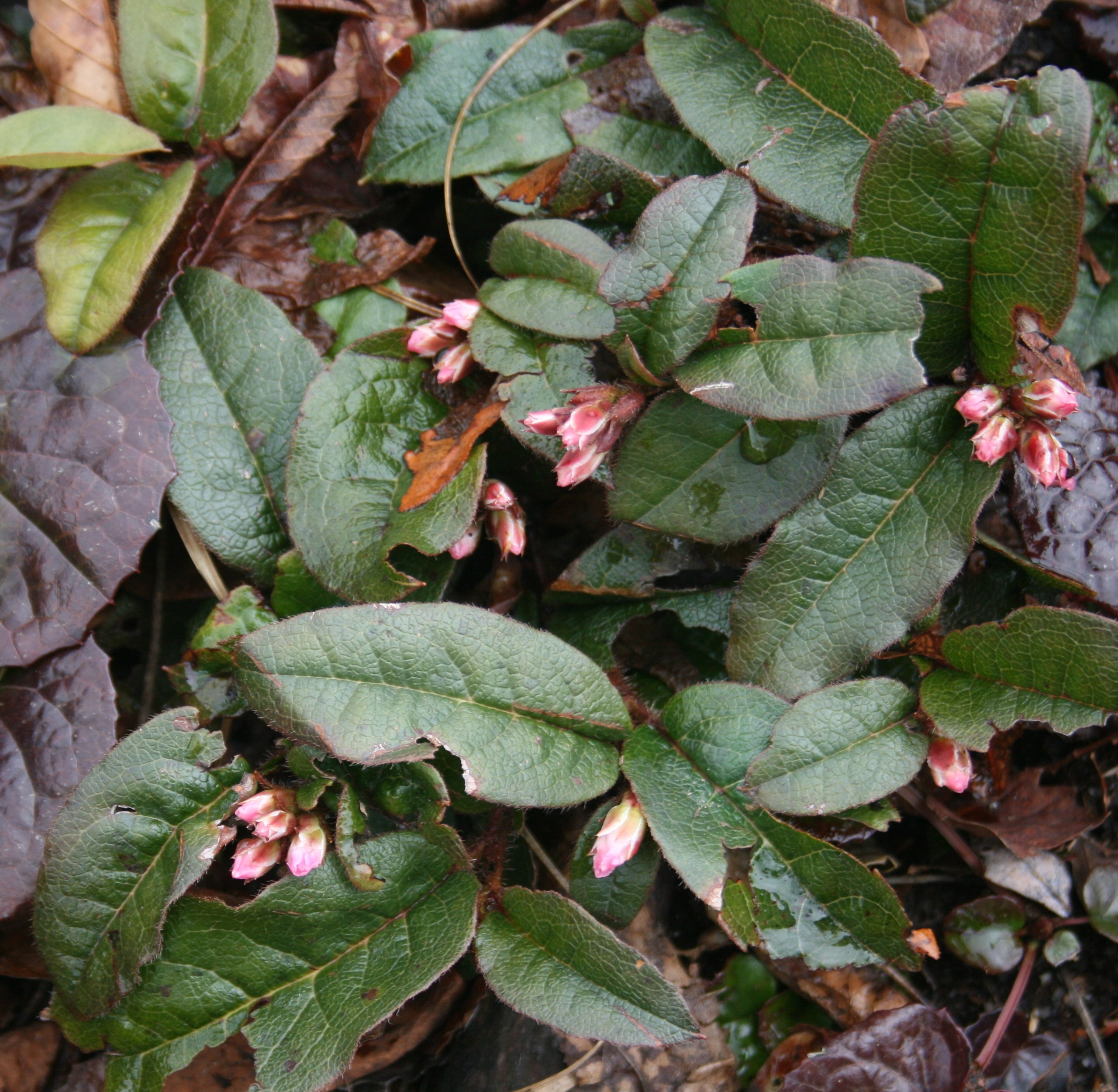
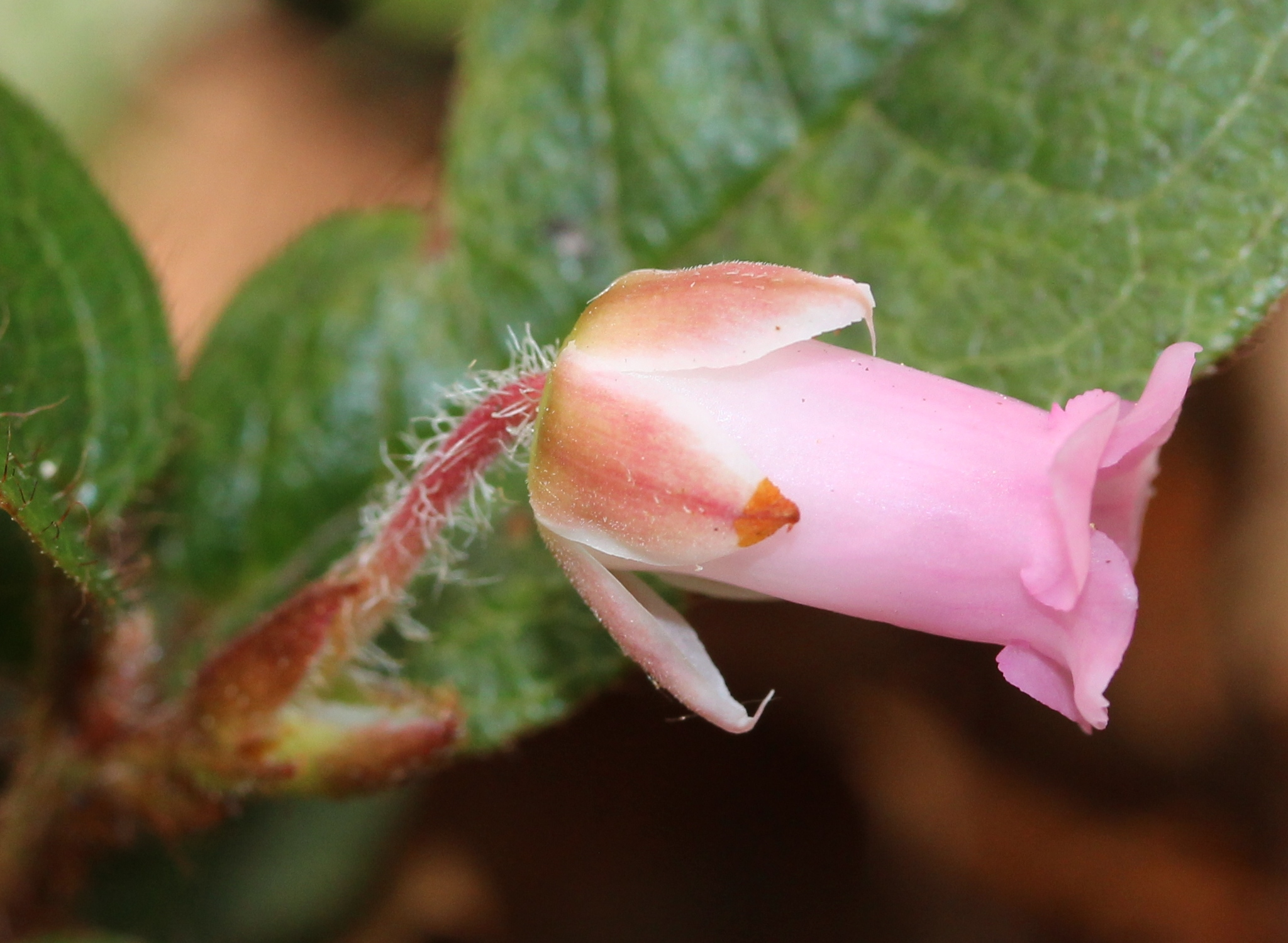
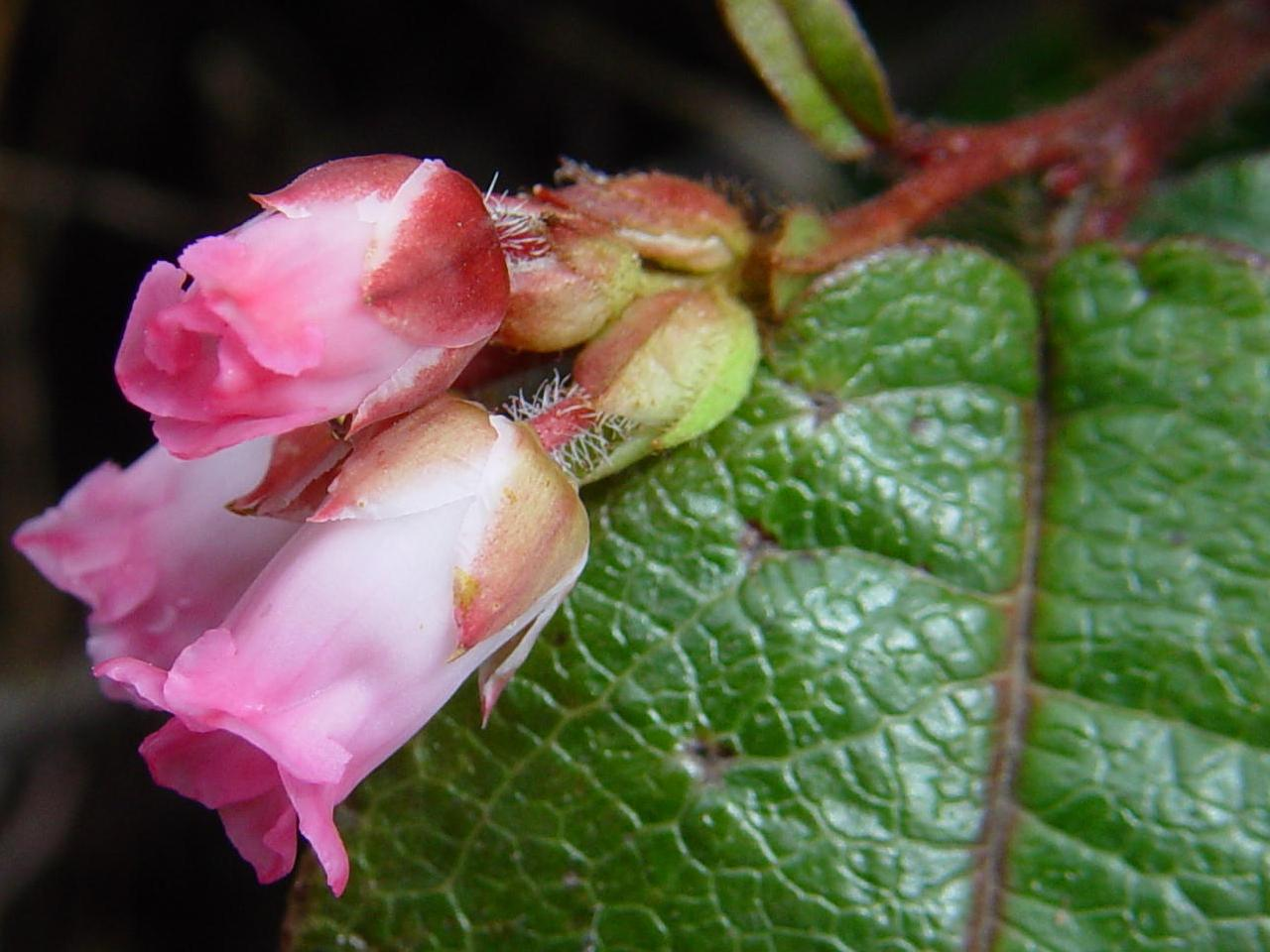
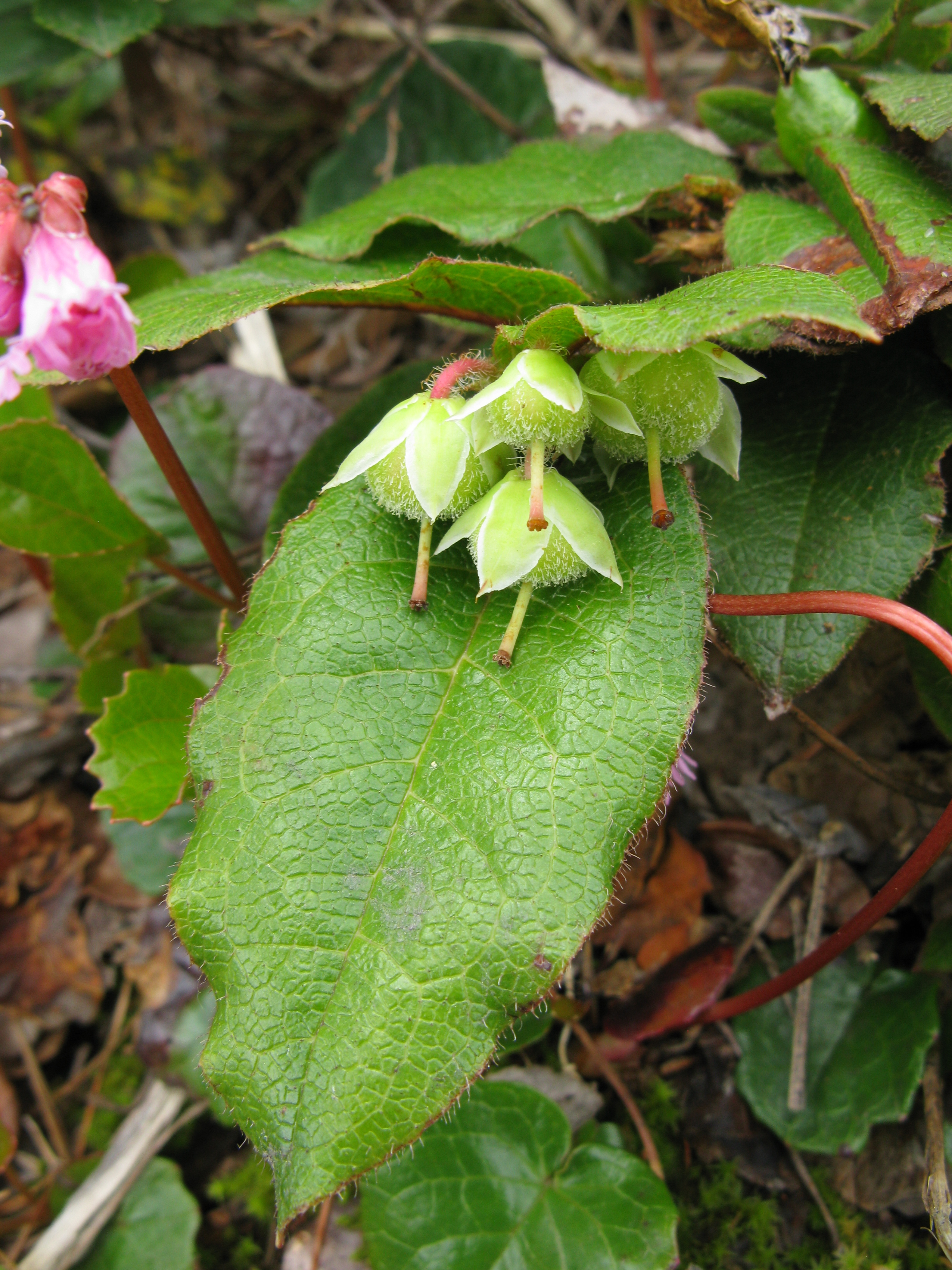